# NGC 7109
NGC 7109 (другие обозначения — PGC 67192, ESO 403-15, MCG -6-47-11, VV 376) — эллиптическая галактика (E) в созвездии Южная Рыба.
Этот объект входит в число перечисленных в оригинальной редакции «Нового общего каталога».